# Cressençac e Sarrasac
Cressençac e Sarrasac (en francès Cressensac-Sarrazac) és un municipi francès situat al departament de l'Òlt i a la regió d'Occitània. Va ser creat el 2019 agrupant els antics municipis de Cressençac i Sarrasac.
El municipi té Cressençac com a capital administrativa, i també compta amb els agregats de Neiraga, lo Vaurés, lo Pin, la Jarriga, lo Batut, la Garnaudiá, Pèiralevada, Mas del Bòsc (antic municipi de Cressençac); Sarrasac, Branti, Valairac, Planchamp, Joanas, l'Espital de Sant Joan, Marzèla, Brolhac, Palmeisson i la Baboriá (antic municipi de Sarrasac).

## Demografia
| 1125                  |
| Des de 2020: Població |

## Administració
| Període | Identitat   | Partit |
| ------- | ----------- | ------ |
| 2019-   | Habib Fenni | PS     |